# Tourist Trophy 1974
Il Tourist Trophy fu il quinto appuntamento del motomondiale 1974.
Si svolse dal 5 al 6 giugno 1974 sul circuito del Mountain, e corsero tutte le classi tranne 50 e 125.
Continuò il boicottaggio da parte dei piloti continentali, in una edizione del TT caratterizzata dal cattivo tempo.
Alle gare iridate si aggiunsero l'Ultra-Lightweight TT, quelle della categoria "Production" (250 cm³, 500 cm³ e 750 cm³), della Formula 750 e quella per i sidecar 750 cm³. L'Ultra-Lightweight fu vinto da Clive Horton (Yamaha 125); le gare "Production" furono vinte da Martin Sharpe (Yamaha 250), Keith Martin (Kawasaki 500) e Mick Grant (Triumph 750); quella della Formula 750 da Chas Mortimer (Yamaha); quella dei sidecar 750 dall'equipaggio Siegfried Schauzu/Wolfgang Kalauch (BMW).
Il Senior TT fu accorciato di un giro per il cattivo tempo: la pioggia mise fuori gioco le Suzuki di Jack Findlay e Paul Smart. La vittoria andò, a sorpresa, a Phil Carpenter.
Charlie Williams e Tony Rutter ripeterono le loro vittorie dell'anno prima.
Solo Werner Schwärzel boicottò il Sidecar TT. A vincere fu il quarantatreenne Heinz Luthringshauser.

## Classe 500
71 piloti alla partenza, 37 al traguardo.

### Arrivati al traguardo
| Pos. | Pilota           | Moto          | Tempo        | Punti |
| ---- | ---------------- | ------------- | ------------ | ----- |
| 1    | Phil Carpenter   | Yamaha        | 1h 56' 41" 6 | 15    |
| 2    | Charlie Williams | Maxton-Yamaha | +50"         | 12    |
| 3    | Tony Rutter      | Yamaha        | +3' 15" 8    | 10    |
| 4    | Billie Guthrie   | Yamaha        | +5' 19" 4    | 8     |
| 5    | Paul Cott        | Yamaha        | +5' 59" 2    | 6     |
| 6    | Helmut Kassner   | Yamaha        | +8' 41" 4    | 5     |
| 7    | Billie Nelson    | Yamaha        | +8' 48" 4    | 4     |
| 8    | Peter McKinley   | Yamaha        | +9' 05" 2    | 3     |
| 9    | Selwyn Griffiths | Matchless     | +10' 02"     | 2     |
| 10   | Geoff Barry      | Matchless     | +10' 02" 2   | 1     |

## Classe 350
76 piloti alla partenza, 50 al traguardo.

### Arrivati al traguardo
| Pos. | Pilota         | Moto   | Tempo        | Punti |
| ---- | -------------- | ------ | ------------ | ----- |
| 1    | Tony Rutter    | Yamaha | 1h 48' 22" 2 | 15    |
| 2    | Mick Grant     | Yamaha | +1' 44"      | 12    |
| 3    | Paul Cott      | Yamaha | +3' 24" 8    | 10    |
| 4    | Tom Herron     | Yamaha | +3' 27" 8    | 8     |
| 5    | Billie Nelson  | Yamaha | +3' 48" 2    | 6     |
| 6    | Billie Guthrie | Yamaha | +4' 22" 6    | 5     |
| 7    | Alan Rogers    | Yamaha | +5' 00" 6    | 4     |
| 8    | Roger Nicholls | Yamaha | +5' 30" 6    | 3     |
| 9    | Phil Gurner    | Yamaha | +5' 30" 8    | 2     |
| 10   | Noel Clegg     | Yamaha | +5' 37"      | 1     |

## Classe 250
56 piloti alla partenza, 35 al traguardo.

### Arrivati al traguardo
| Pos. | Pilota           | Moto          | Tempo        | Punti |
| ---- | ---------------- | ------------- | ------------ | ----- |
| 1    | Charlie Williams | Maxton-Yamaha | 1h 36' 09" 8 | 15    |
| 2    | Mick Grant       | Yamaha        | +59" 4       | 12    |
| 3    | Chas Mortimer    | Maxton-Yamaha | +1' 21" 4    | 10    |
| 4    | Tom Herron       | Yamaha        | +2' 53" 6    | 8     |
| 5    | Tony Rutter      | Yamaha        | +2' 51" 4    | 6     |
| 6    | Peter McKinley   | Yamaha        | +3' 30" 6    | 5     |
| 7    | Ian Richards     | Yamaha        | +3' 57"      | 4     |
| 8    | Gerry Mateer     | Yamaha        | +4' 54"      | 3     |
| 9    | Brian Warburton  | Yamaha        | +5' 02"      | 2     |
| 10   | Barry Randle     | Yamaha        | +5' 07" 2    | 1     |

## Classe sidecar
57 equipaggi alla partenza, 25 al traguardo.

### Arrivati al traguardo
| Pos | Pilota                | Passeggero       | Moto         | Tempo        | Punti |
| --- | --------------------- | ---------------- | ------------ | ------------ | ----- |
| 1   | Heinz Luthringshauser | Ralf Engelhardt  | Busch-BMW    | 1h 13' 36" 2 | 15    |
| 2   | George O'Dell         | Bill Boldison    | König        | +5' 10" 2    | 12    |
| 3   | Malcolm Hobson        | Jack Armstrong   | Yamaha       |              | 10    |
| 4   | Dick Hawson           | Edwin Kiff       | WEC-Weslake  |              | 8     |
| 5   | Trevor Ireson         | Gordon Hunt      | Windle-König |              | 6     |
| 6   | Bill Crook            | Stuart Collins   | Windle-BSA   |              | 5     |
| 7   | Malcolm Aldrick       | Mick Skeels      | Honda        |              | 4     |
| 8   | Ronald Perry          | Adrian Craig     | Windle-BSA   |              | 3     |
| 9   | Siegfried Schauzu     | Wolfgang Kalauch | Busch-BMW    |              | 2     |
| 10  | Roger Aldous          | Peter Lucock     | Triumph      |              | 1     |

## Fonti e bibliografia
- L'edizione 1974 sul sito ufficiale del Tourist Trophy, su iomtt.com.